# Kerry Dixon
Kerry Dixon (Luton, 24 juli 1961) is een Engels voormalig voetballer en voetbalcoach die speelde als aanvaller.

## Carrière
Dixon speelde in de jeugd van Tottenham Hotspur FC maar geraakte nooit in de eerste ploeg. Hij ging in 1978 spelen voor Chesham United en daarna Dunstable Town FC. In 1980 kreeg hij zijn eerste grote kans bij Reading FC waarmee hij in 116 wedstrijden 51 doelpunten maakte wat hem in 1983 topschutter maakte van de Third Division.
In 1983 maakte hij de overstap naar Chelsea FC, hij werd topschutter op het tweede niveau en in de hoogste Engelse klasse. Hij won ook twee keer de tweede klasse van Engeland. Hij werd een clubicoon bij Chelsea en scoorde op twee na meeste doelpunten voor de club. Hij speelde nadien een seizoen voor Southampton FC maar kwam niet aan veel spelen voor en ging na het seizoen spelen voor Luton Town FC. De volgende seizoenen kwam hij uit voor Millwall FC, Watford FC, Doncaster Rovers en Basildon United FC.
Hij speelde acht interlands voor Engeland waarin hij vier keer kon scoren. Hij nam met de Engelse ploeg deel aan het WK voetbal 1986.
Hij was ook een tijdje speler-coach van de Doncaster Rovers, Hitchin Town FC en later ook Dunstable Town FC waar hij eerder ook al als speler actief was.
1 Shilton ·
2 G. M. Stevens ·
3 Sansom ·
4 Hoddle ·
5 Martin ·
6 Butcher ·
7 Br. Robson  ·
8 Wilkins ·
9 Hateley ·
10 Lineker ·
11 Waddle ·
12 Anderson ·
13 Woods ·
14 Fenwick ·
15 G. A. Stevens ·
16 Reid ·
17 Steven ·
18 Hodge ·
19 Barnes ·
20 Beardsley ·
21 Dixon ·
22 Bailey ·
Coach: Bo. Robson